# Zamek w Międzylesiu
Zamek w Międzylesiu (niem.  Schloss Mittelwalde) – zabytkowy zamek w Międzylesiu.
Obiekt jest częścią kompleksu zamkowo-pałacowego składającego się z trzech skrzydeł: zamkowego średniowieczno-renesansowego oraz dwóch skrzydeł pałacowych utrzymanych w stylu barokowym.

## Historia

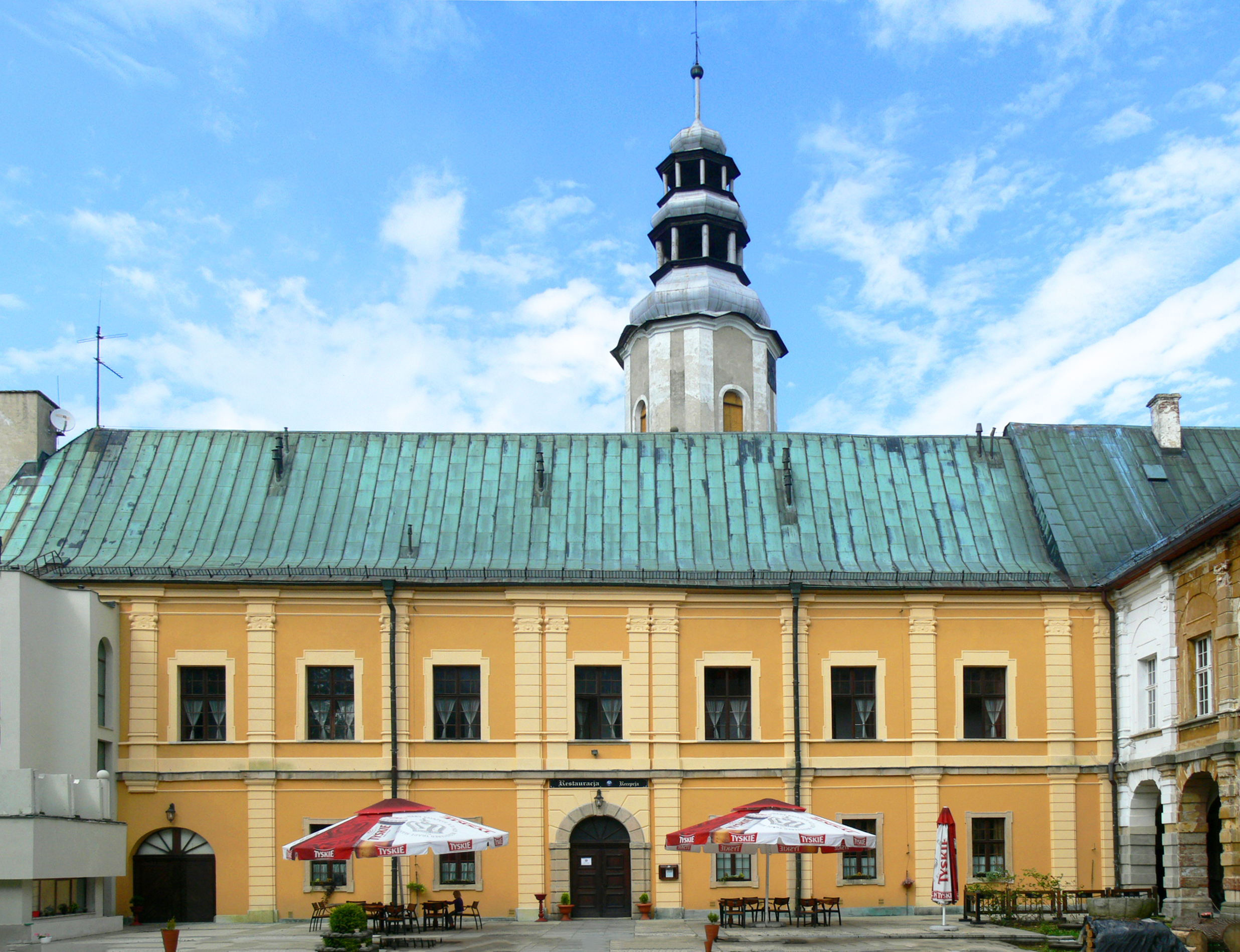
Dziedziniec

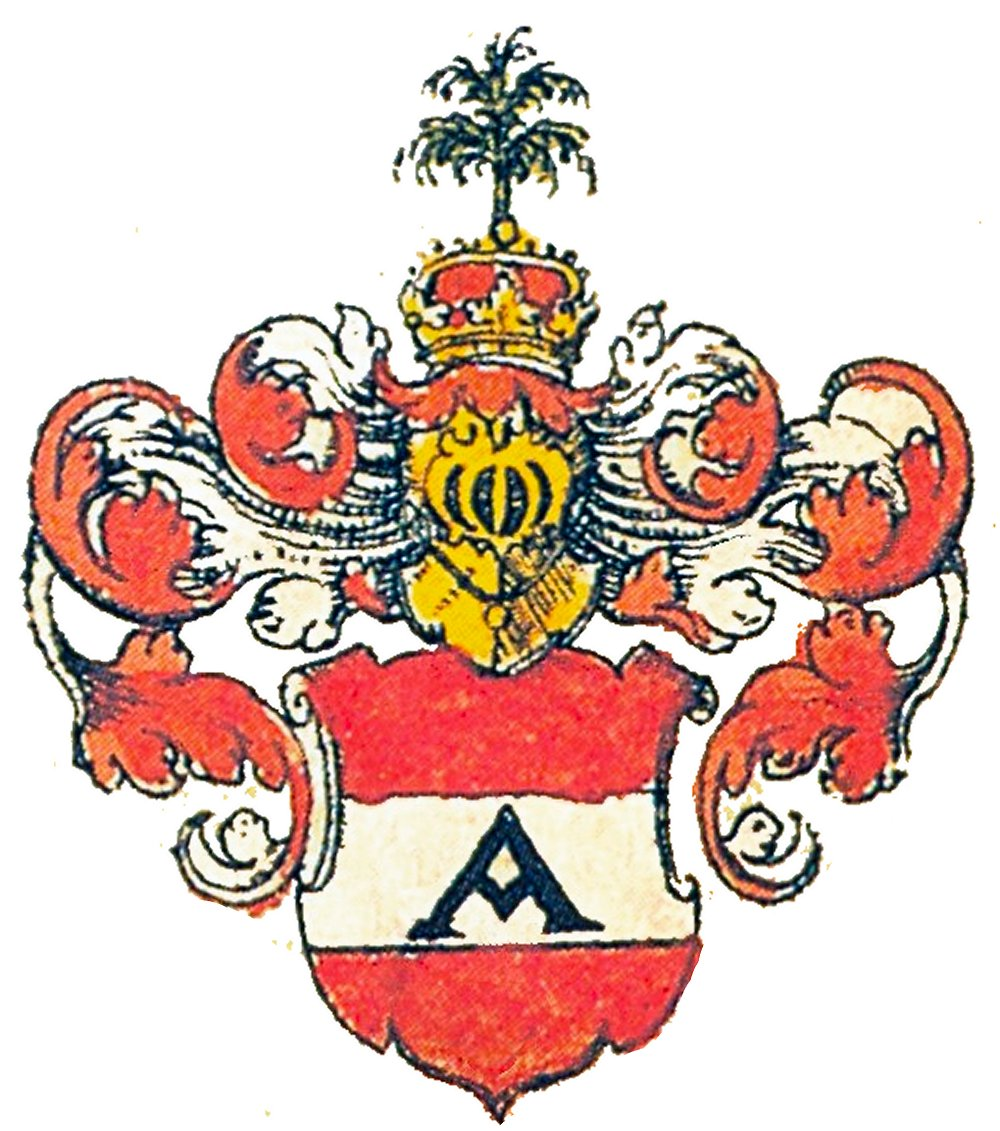
Herb v. Althann

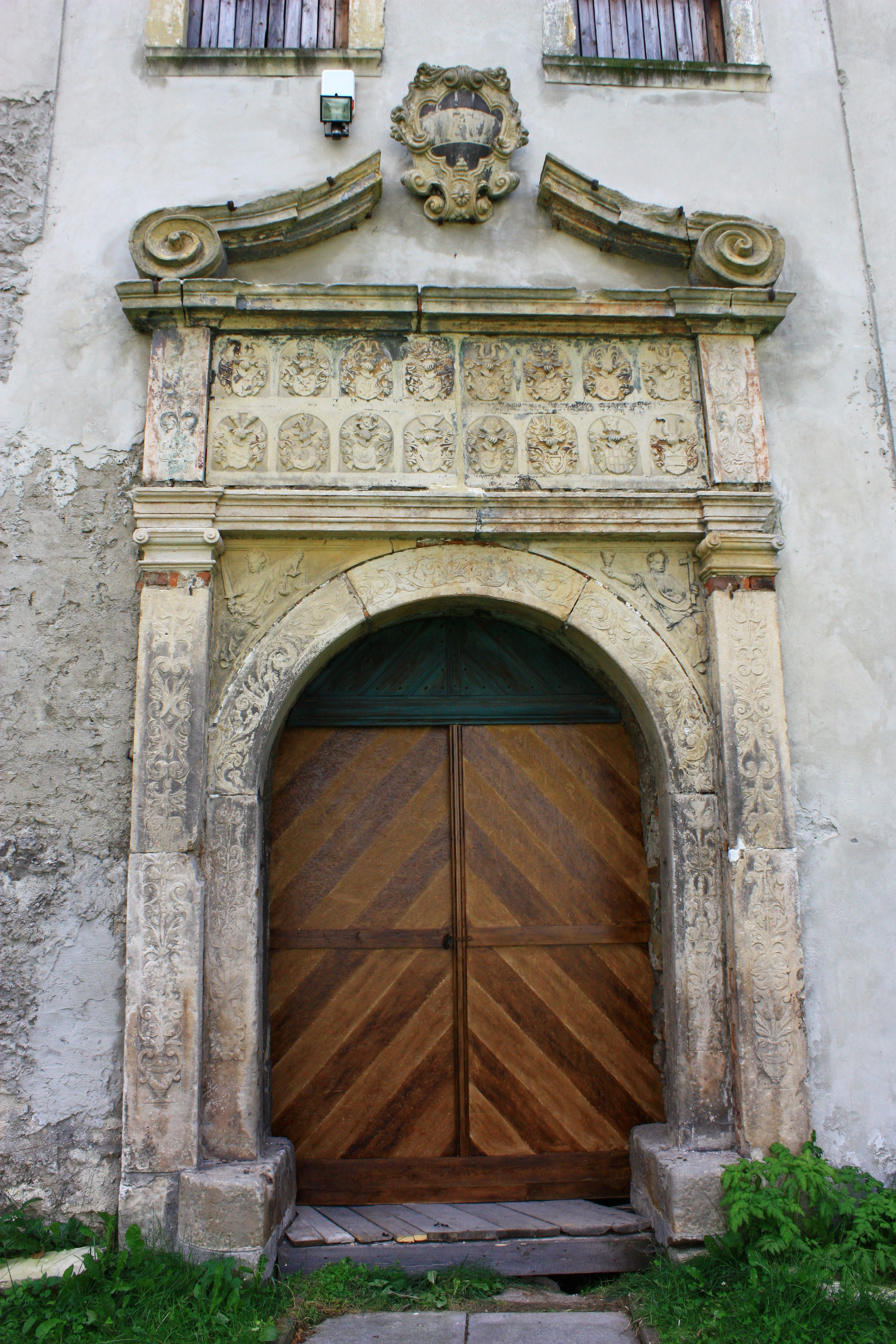
Portal z herbami

Pierwotny zamek wzniesiono tu na miejscu wcześniejszego grodu w 1370. Był siedzibą rycerskiego rodu Glaubitzów, został zniszczony w czasie wojen husyckich. W latach 1580–1590 Tschirnhausowie na miejscu zamku wznieśli renesansowy dwór, być może przez wykorzystanie fragmentów średniowiecznych, a na pewno przez dołączenie częściowo zachowanej wieży pierwotnego zamku. Do dwóch skrzydeł w latach 1614–1622 dobudowano następne dwa – południowe i wschodnie. W XVII wieku dwukrotnie uszkodzony – najpierw w czasie wojny trzydziestoletniej, później w wyniku pożaru miasta. W latach 1686–1695, już za panowania władających majoratem w Międzylesiu od 1653 Althannów, dwór został powiększony o nową część barokową według projektu włoskiego architekta Jakoba Carovy. Budowlę powiększono o nowe dwa skrzydła i mur, zamykający nowo powstały dziedziniec. W XIX wieku obiekt odrestaurowano, po 1945 roku był praktycznie nieuszkodzony. W następnych latach był użytkowany przez kilka instytucji jako ośrodek wczasowy i kolonijny. W 1974 rezydencję ponownie dotknął pożar.

## Architektura
Całość założenia składa się z dwóch części:
- starszej – renesansowej, wielobocznej z wieżą, zgrupowanej wokół małego dziedzińca oraz
- nowszej z okresu baroku – dwuskrzydłowej, o wnętrzach nakrytych sklepieniami kolebkowymi i ozdobionych dekoracją stiukową[2].

Z epoki renesansu pochodzi również brama wjazdowa z artystycznie wykonanym portalem oraz fragmenty dekoracji sgraffitowej na elewacjach zewnętrznych.
Renesansowy portal zawiera na fryzie heraldycznym herby rodów szlacheckich, von:
- górny rząd (od lewej): 1. Tschirnhaus 2. Lichtenburg 3. Saltza 4. Schönburg 5. Üchtritz, 6. Žampach von Pottenstein 7. Dyhern 8. Warnsdorf
- dolny rząd (od lewej): 1. Regensperg 2. Nimptsch 3. Gelhorn 4. Czettritz 5. Falkenhayn 6. Zedlitz 7. Porschnitz 8. Reibnitz[3]

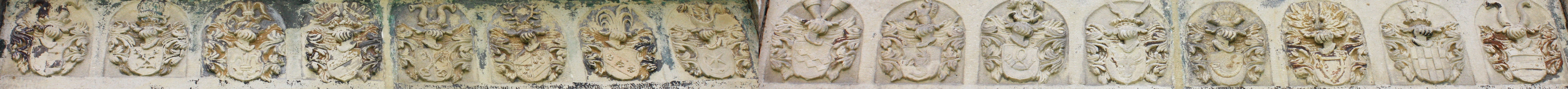
Tschirnhaus, Lichtenburg, Saltza, Schönburg, Üchtritz, Žampach Pottenstein, Dyhern, Warnsdorf, Regensperg, Nimptsch, Gelhorn, Czettritz, Falkenhayn, v. Zedlitz, Porschnitz, Reibnitz

## Herby

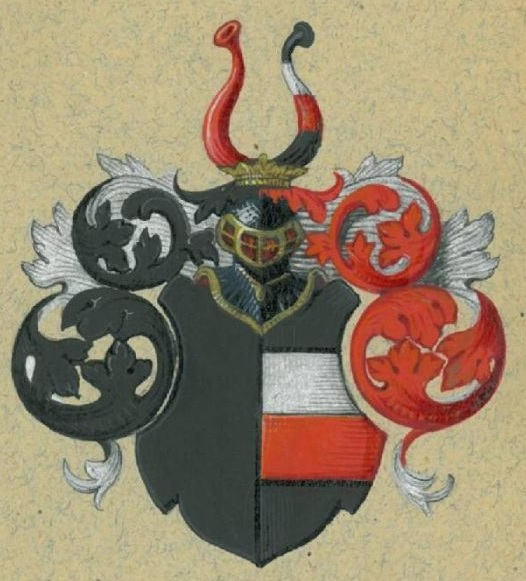
1. Tschirnhaus
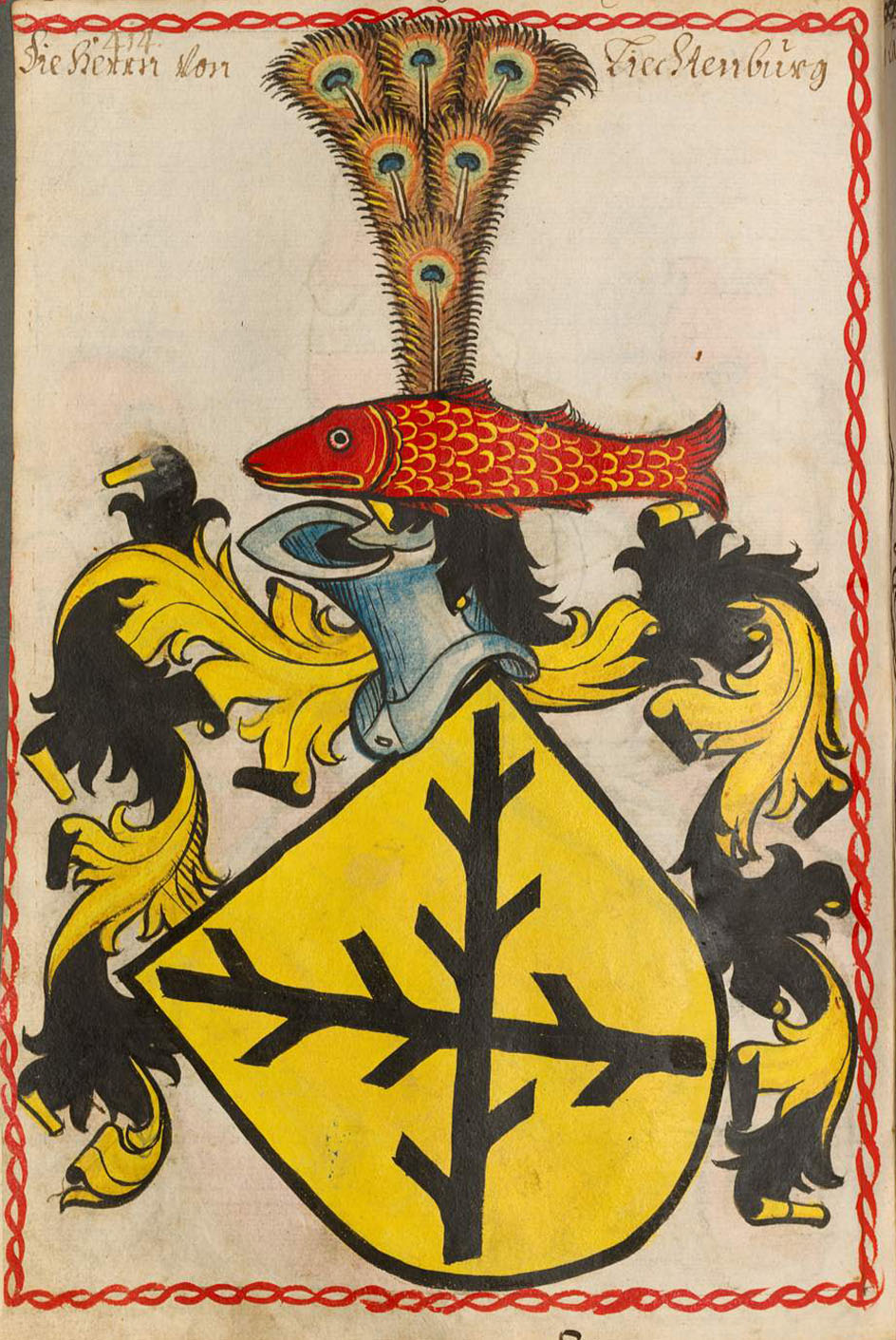
2. Lichtenburg
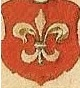
3. Saltza (tarcza)
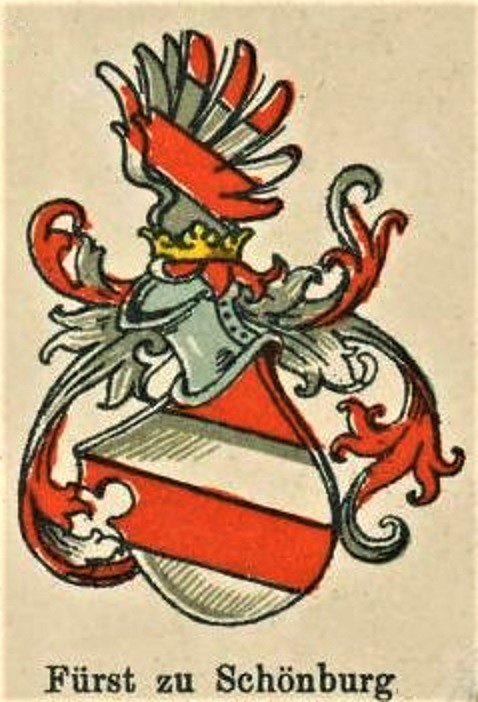
4. Schönburg
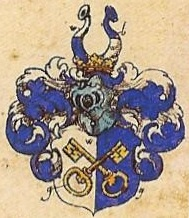
5. Üchtritz
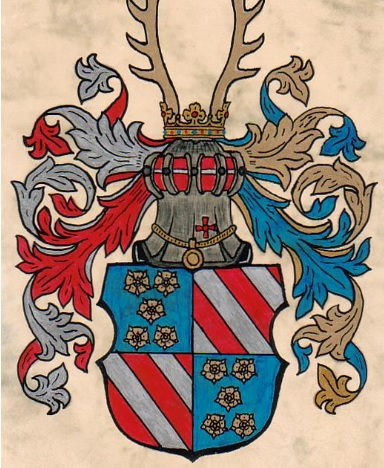
6. Žampach v. Pottenstein
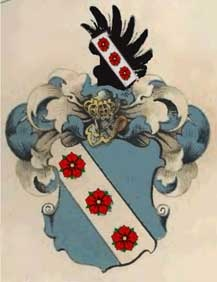
7. Dyhern
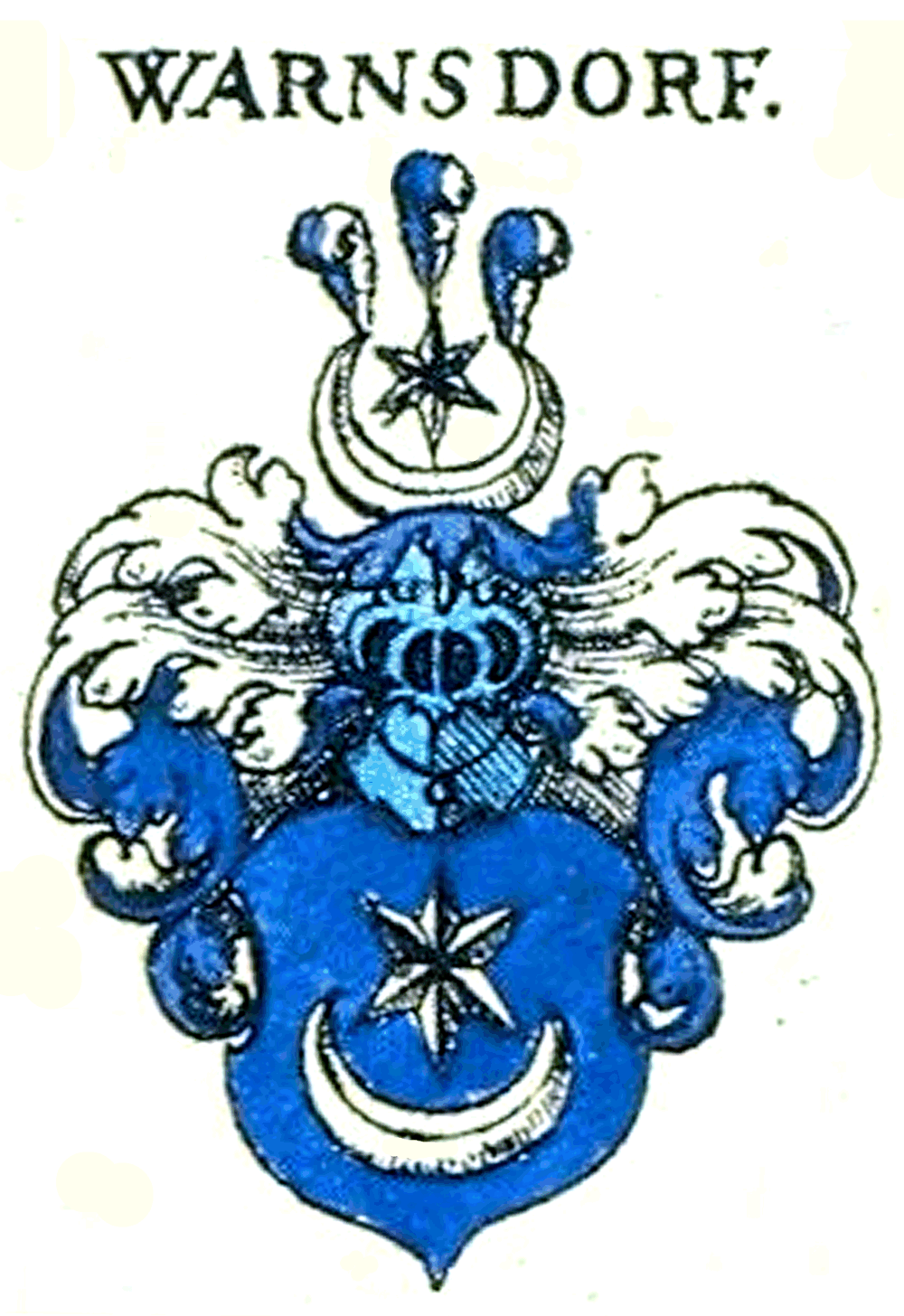
8. Warnsdorf
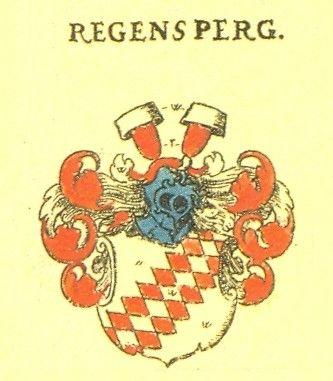
1. Regensperg
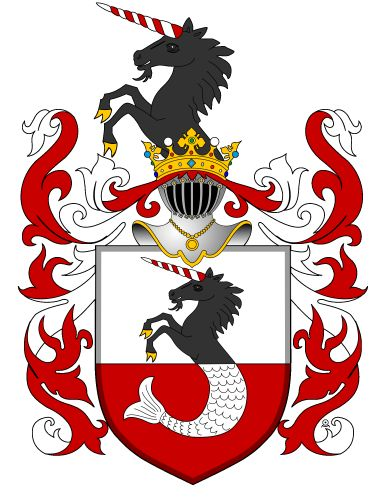
2. Nimptsch
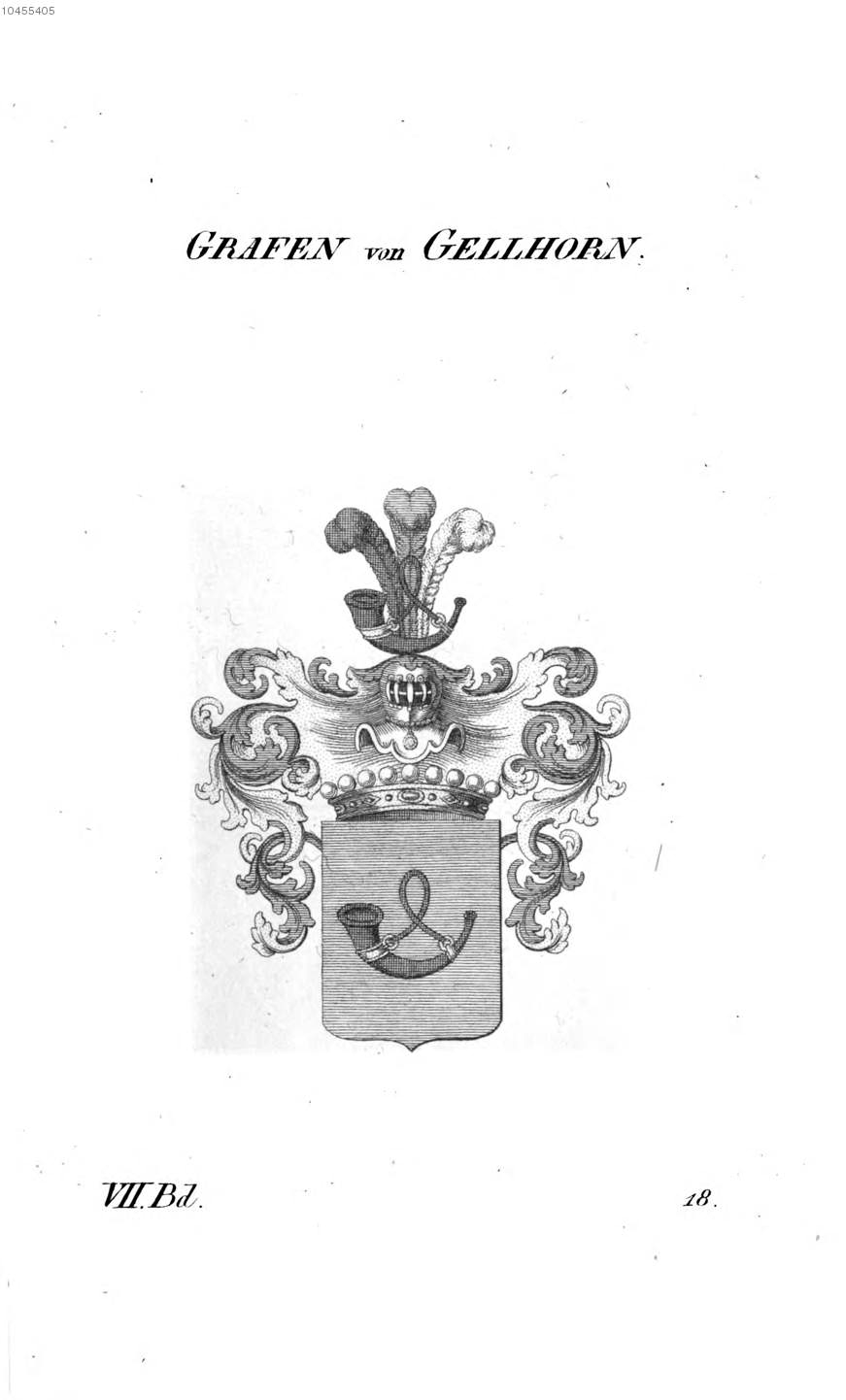
3. Gelhorn
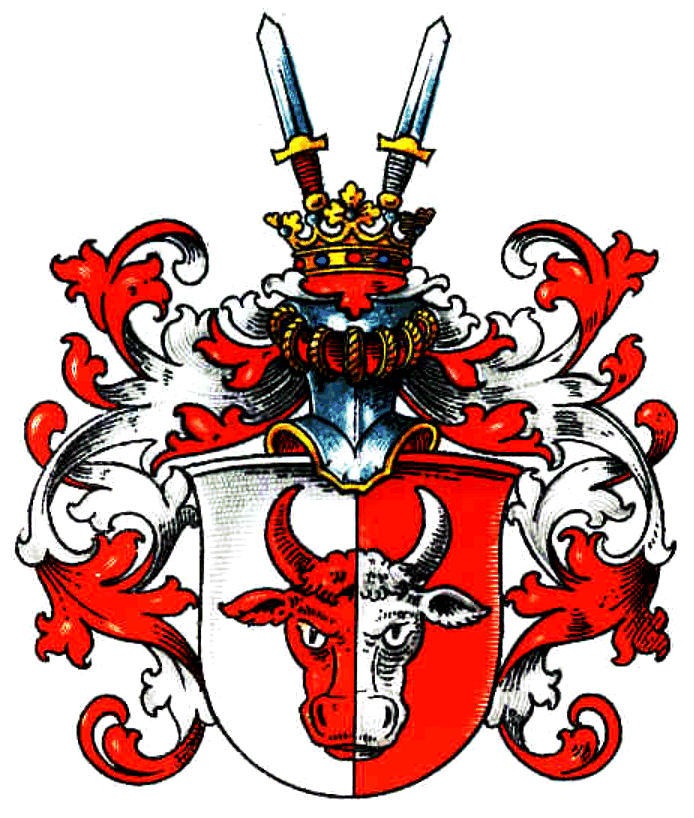
4. Czettritz
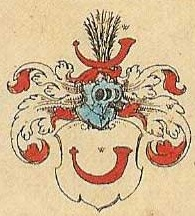
5. Falkenhayn
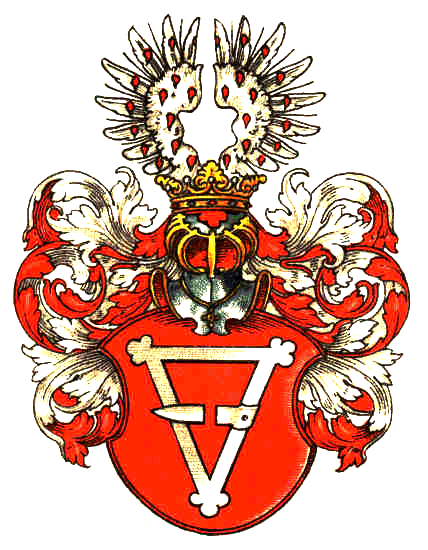
6. Zedlitz
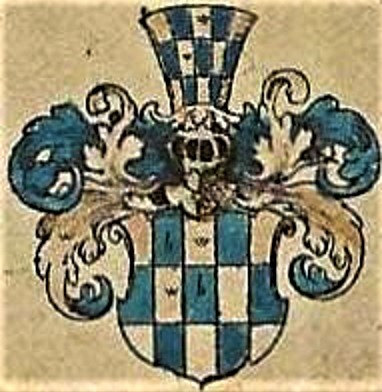
7. Porschnitz
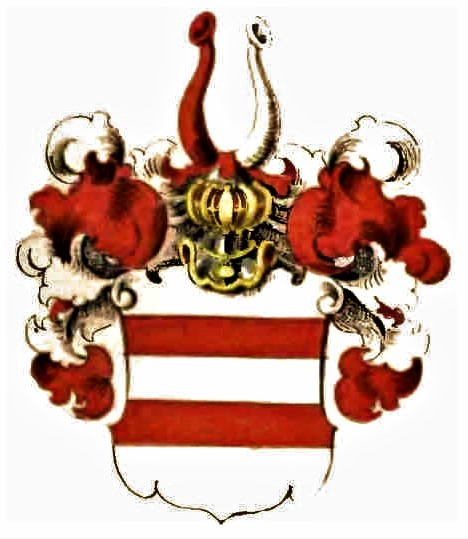
8. Reibnitz